# Anagyrus hammadae
Anagyrus hammadae är en stekelart som beskrevs av Trjapitzin och Rozanov 1972. Anagyrus hammadae ingår i släktet Anagyrus och familjen sköldlussteklar.
Artens utbredningsområde är:
- Turkmenistan.
- Tadzjikistan.
- Uzbekistan.

Inga underarter finns listade i Catalogue of Life.